# Afrikaanse kampioenschappen wielrennen 2018 – Ploegentijdrit vrouwen junioren
De vierde editie van de ploegentijdrit voor vrouwen junioren op de Afrikaanse kampioenschappen wielrennen werd gehouden op 14 februari 2018. De twee deelnemende selecties moesten een parcours van 18,6 kilometer in en rond Kigali afleggen. De Rwandese selectie versloeg die uit Burundi met een voorsprong van meer dan veertien minuten. Omdat er maar twee selecties aan de start stonden, werd de bronzen medaille niet uitgereikt.

## Uitslag
| Plaats | Naam                                                                                       | Tijd     |
| ------ | ------------------------------------------------------------------------------------------ | -------- |
| Goud   | Rwanda Samantha Mushimiyimana, Violette Irakoze, Valantine Nzayisenga, Jeanette Manishimwe | 36'06"   |
| Zilver | Burundi Yvonne Iradukunda, Goreth Niyubuntu, Charlene Habonimana                           | + 14'16" |
| Brons  | geen                                                                                       | n.v.t.   |